# ابدیتی دیگر
| بررسی جمعی         | بررسی جمعی |
| منبع               | رتبه‌بندی   |
| ------------------ | ---------- |
| متاکریتیک          | ۷۰/۱۰۰     |
| بررسی انتقادی      |            |
| منبع               | رتبه‌بندی   |
| آل‌میوزیک           | [ ۲ ]      |
| بیلبورد            | [ ۳ ]      |
| کمپلکس             | ۳/۵        |
| کانسیکوئنس آو سوند | ب          |
| اکسکلیم!           | ۸/۱۰       |
| پیچفورک            | ۶.۶/۱۰     |
| رولینگ استون       | [ ۸ ]      |
| اسلنت مگزین        | [ ۹ ]      |
| اسپین              | ۶/۱۰       |

ابدیتی دیگر (به انگلیسی: another eternity) دومین آلبوم استودیویی از گروهٔ موسیقی الکترونیک دونفرهٔ کانادایی پیوریتی رینگ می‌باشد که در ۲۷ فوریهٔ سال ۲۰۱۵ از سوی ۴ای‌دی منتشر گردید.

## فهرست ترانه‌ها
همهٔ ترانه‌ها توسط کورین رادیک و مگان جیمز نوشته شده‌است.
| شماره      | نام                     | مدت   |
| ---------- | ----------------------- | ----- |
| ۱.         | «آه‌قلب»                 | ۳:۱۹  |
| ۲.         | «بدن‌درد»                | ۲:۵۳  |
| ۳.         | «جذب و دفع»             | ۳:۲۷  |
| ۴.         | «تکرار»                 | ۳:۳۸  |
| ۵.         | «عجیب‌تر از زمین»        | ۴:۱۸  |
| ۶.         | «شروع دوباره»           | ۳:۳۷  |
| ۷.         | «سرود مذهبی گرد و غبار» | ۳:۳۰  |
| ۸.         | «سیل روی کف»            | ۳:۱۴  |
| ۹.         | «قلعهٔ دریایی»           | ۳:۲۷  |
| ۱۰.        | «آرامش در پریشانی»      | ۴:۰۰  |
| مجموع مدت: | مجموع مدت:              | ۳۵:۲۳ |